# جواز في خطر (فلم)
جواز في خطر: فيلم مصري، درامي رومانسي، بالأبيض والأسود، أُنتِج سنة 1963م، من تمثيل أحمد رمزي، ونادية لطفي، ومجموعة من الممثلين البارزين.

## ملخص القصة
أحمد خلاف (أحمد رمزي) يعمل في إحدى الشركات ومنتسب لكلية التجارة ويحب جارته الآنسة سميرة (نادية لطفي) واتفقا على الزواج بعد حصوله على الشهادة، ولأن سميرة في مقابلتها له تصطحب خادمتها نبوية (نجوى سالم)فكان أحمد يحضر معه صديقه منعم (عبد المنعم إبراهيم) الموظف في محل لبيع لعب الأطفال والذي يهوى الشعر ويأمل في كتابة استعراض للراقصة أشواق (نجوى فؤاد)، وذلك ليشغل نبوية والتي كان يحبها عاشور المكوجي (عبد الغني النجدي) والذي يغير عليها غيرة عمياء، وقد أبلغ أحدهم عاشور بمشاهدته نبوية مع أفندي في أحد الكازينوهات، فخاف (منعم) من رد فعل عاشور إذا علم أنه هو الغريم. نجح أحمد وحصل على البكالوريوس، وأراد أن يتقدم لخطبة سميرة من عمتها شفيقة (زينات صدقي) صاحبة البيت والتي سبق لها أن رفضت 12 عريسًا تقدموا لسميرة بسبب فقرهم، وكان أفقرهم يمتلك عمارة و20 فدانًا. اصطحب أحمد صديقه (منعم) وذهب لمقابلة الست شفيقة ولكنه خاف أن يفاتحها في أمر زواجه من سميرة. الأستاذ فوزي (كمال حسين) رئيس أحمد في العمل رجل فلاتي وصاحب قمار ويلعب على النساء ويأخذ أموالهم ثم يتركهم، كما يختلس من أموال الشركة، وقد علم من أحمد أن سميرة وعمتها أغنياء، فكلف زميله النصاب نزيه (أحمد ثروت) بالتحري عن سميرة وعمتها، وتخلص من عشيقته الحالية كوثر (ميمى جمال) بعد أن أفلست، وتفرغ لسميرة وعمتها. كان منعم معجب بالراقصة أشواق التي تجاور شركة أحمد، وكان يذهب إليها دائمًا ليكون بجوارها، وقد أحبته في صمت الموظفة علية (جوهرة) وذهبت إليه في محل اللعب ووجدته يتحدث في هيام بالتليفون مع أشواق فصدمت في حبها. بينما تقدم فوزي للزواج من سميرة ونصب على عمتها وأدخلها شريكة في عملية وهمية واستولى على مبلغ كبير من المال، وحينما ذهبت سميرة لتشكو لأحمد وجدته يجلس مع أشواق بينما يعزف منعم على البيانو، فظنت أن هناك علاقة بين أحمد وأشواق، فقررت قبول الزواج من فوزي يوم الخميس. صدم أحمد وتقابل مع علية المصدومة في حبها مع منعم واتفق معها على الزواج يوم الخميس، ثم تقابل مع أشواق واتفق معها على الزواج في يوم الخميس، ثم ذهب إلى الحانوتي (عبد المنعم إسماعيل) وأخبره أنه سوف ينتحر يوم الخميس وطلب منه عمل اللازم. وفي يوم الخميس أخبر منعم أشواق بانتحار أحمد وكذلك أخبر علية وعلمت سميرة من نبوية وعاشور أن أشواق كانت في منزل أحمد من أجل منعم، وأسرع الجميع إلى منزل أحمد حيث تصالحت سميرة معه وهربا سويًا، بينما حضرت أشواق ورفضت أن تتزوج من منعم، ولكن علية صارحت منعم بحبها له وتزوجا، كما تزوجت نبوية من عاشور وعلمت الشركة باختلاسات فوزي فأبلغت عنه النيابة التي قبضت عليه.

## طاقم العمل
1- الممثلون:
ميمي جمال، بدور: (كوثر)
نادية لطفي، بدور: (سميرة)
أحمد رمزي: بدور: (أحمد خلاف)
- نجوى سالم: بدور: (نبوية)
- زينات صدقي، بدور: (شفيقة)
- كمال حسين، بدور: (فوزي/مدير الشركة)
- عبد الغني النجدي، بدور: (عاشور المكوجي)
- عبد المنعم إسماعيل، بدور: (الحانوتي)
- حسن أتلة
- عدلي الشرقاوي
- ليلى حمدي
- عبد المنعم إبراهيم، بدور: (منعم صديق أحمد خلاف)
- أحمد ثروت، بدور: (نزيه)
- نجوى فؤاد، بدور: (أشواق الراقصة)
- عواطف يوسف
- جوهرة، بدور: (علية)
- حسين ياقوت
- عبد النبي محمد.
- محمد شوقي
2- كادر التأليف:
حوار: حسين عبد النبي.
سيناريو: عيسى كرامة.
مؤلف: علي بحيرة.
3- إنتاج: يوسف كرامة.
إدارة الإنتاج: علي بحيري، يوسف فرنسيس
4- تصوير: زكريا منصور.
5- فوتوغرافيا: صبحي بسطا.
6- ديكور:
منسق مناظر: عبد المنعم علي.
مناظر: عبد المنعم شكري.
7- مونتاج:
مونتاج: عبد العزيز فخري.
نيجاتيف: كمال فهمي. ليلى فهمي.
8- صوت: يوسف سفر.
9- الإخراج: عيسى كرامة

## روابط خارجية
- مقالات تستعمل روابط فنية بلا صلة مع ويكي بيانات